# Campo Santi Giovanni e Paolo

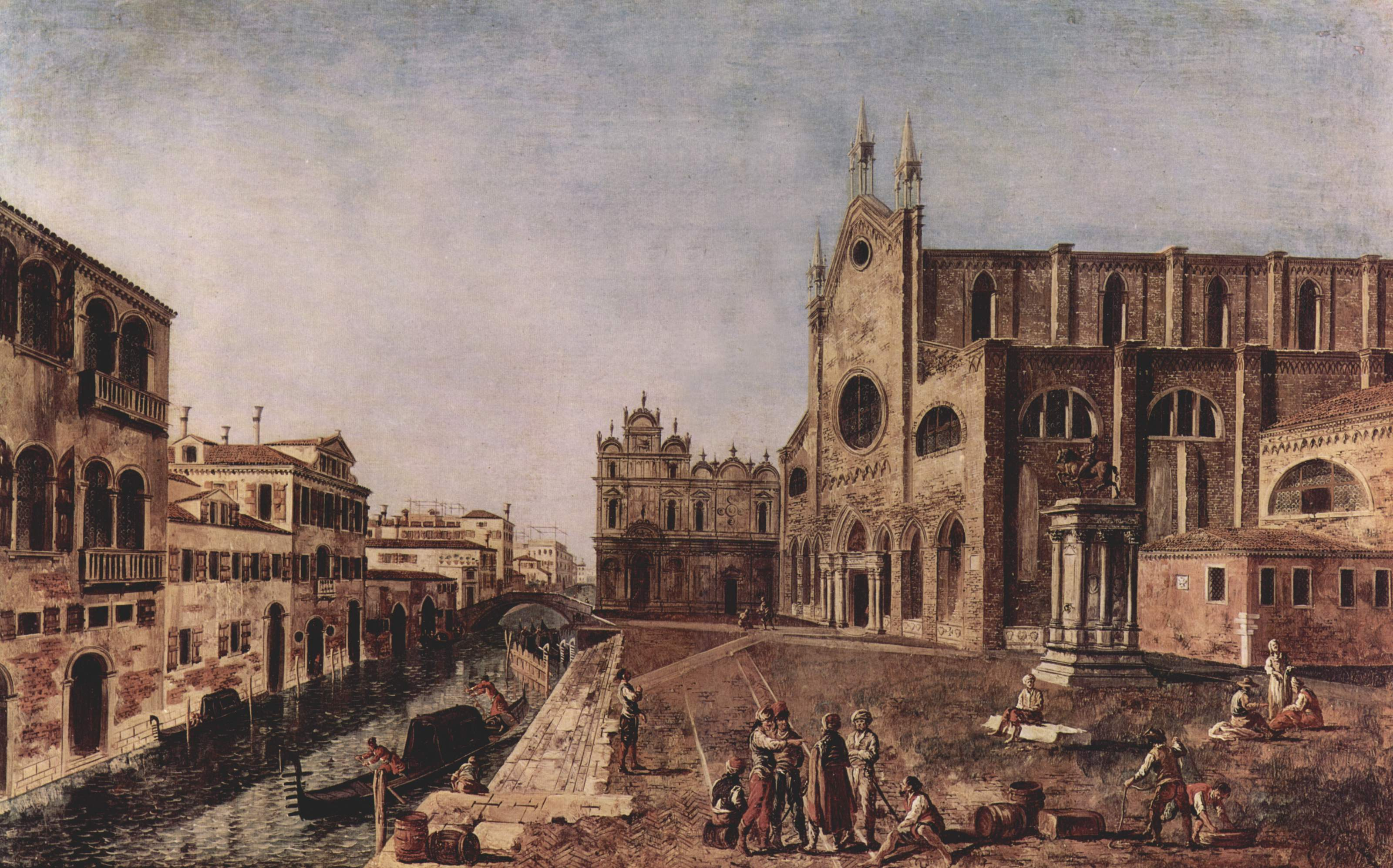
Campo SS. Giovanni e Paolo nel 1731 circa

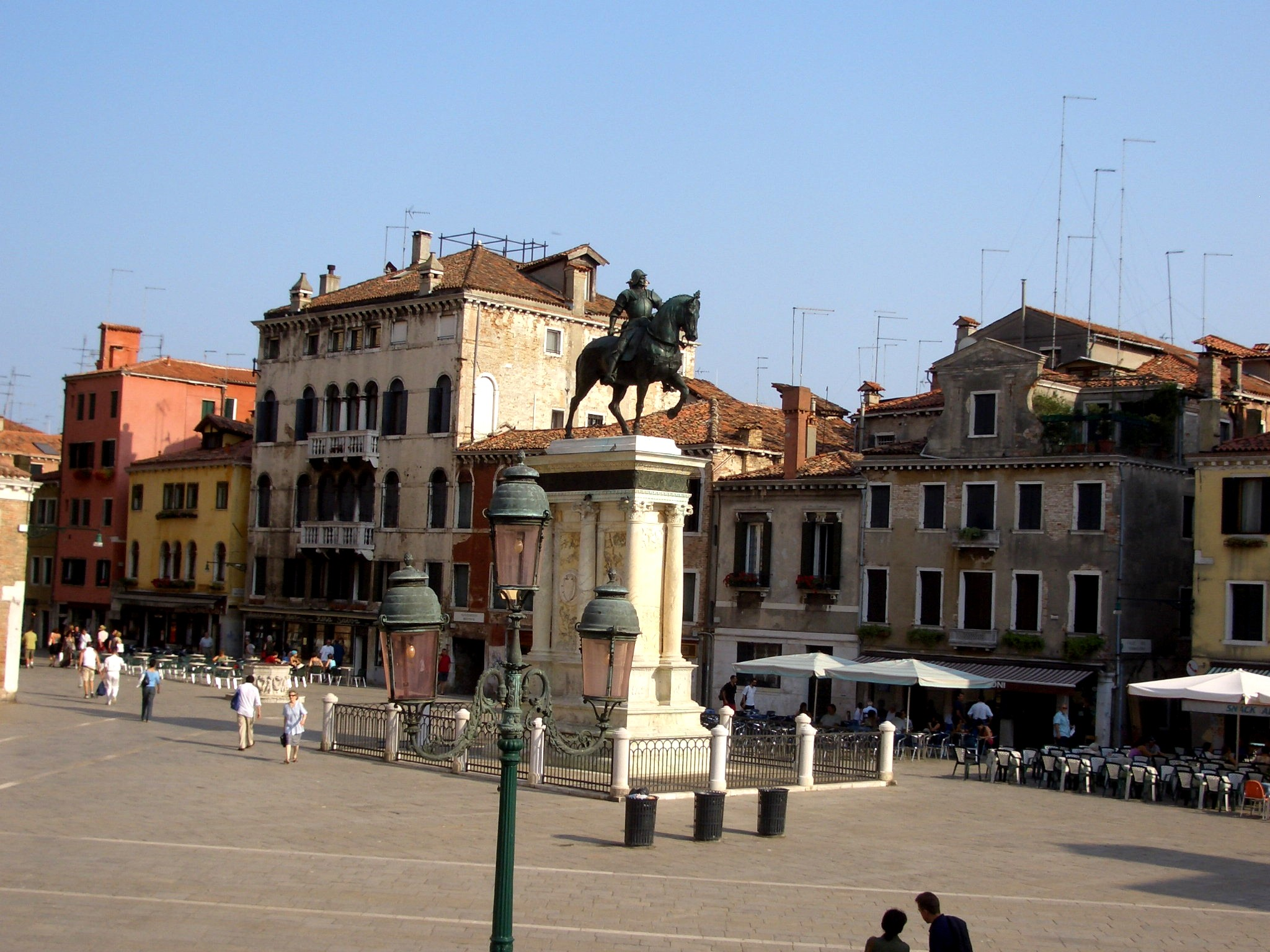
Campo Santi Giovanni e Paolo oggi, con il monumento a Bartolomeo Colleoni

Campo Santi Giovanni e Paolo, vulgo Campo San Zanipolo, è uno dei campi più ampi di Venezia, situato nel sestiere di Castello, al confine con quello di Cannaregio.
Al centro del campo, su un basamento di marmi policromi, si staglia il monumento equestre di Bartolomeo Colleoni, opera del Verrocchio.
L'imponente chiesa dei Santi Giovanni e Paolo (San Zanipolo in dialetto veneziano) chiude l'angolo con la Scuola Grande di San Marco che si sviluppa anche lungo la fondamenta del rio Mendicanti adiacente. Al fianco della chiesa vi è l'entrata principale e, quindi, la facciata, dell'ospedale della città.
In un angolo all'esterno dell'abside laterale della basilica è ancora visibile il vecchio livello del campo, rivestito di cotto, e ben al di sotto dell'attuale lastricato.
Ogni anno il campo è anche luogo di partenza e della cerimonia di premiazione della regata di SS. Giovanni e Paolo.